# Trachea brunneicosta
Trachea brunneicosta là một loài bướm đêm trong họ Noctuidae.